# Sainte-Croix-en-Bresse
Sainte-Croix-en-Bresse es una comuna francesa situada en el departamento de Saona y Loira, de la región de Borgoña-Franco Condado.

## Historia
La comuna se denominó Sainte-Croix hasta el 25 de febrero de 2020.

## Demografía
| 728 | 649 | 611 | 591 | 520 | 464 | 541 | 599 | 635 |
| Para los censos de 1962 a 1999 la población legal corresponde a la población sin duplicidades (Fuente: INSEE [Consultar]) |     |     |     |     |     |     |     |     |